# Mount Pleasant, Michigan
Mount Pleasant är en stad ("city") i den amerikanska delstaten Michigan med en yta av 20,2 km² och en folkmängd som uppgår till 26 675 invånare (2008). Mount Pleasant är administrativ huvudort i Isabella County.
Universitet Central Michigan University har sitt säte i Mount Pleasant och grundades 1892.

## Kända personer födda i Mount Pleasant
- John Engler, politiker, guvernör i Michigan 1991–2003
- Kelly Robbins, golfspelare